# Hexameter
Der Hexameter (griechisch ἑξάμετρον, hexámetron, wörtlich „Sechs-Maß“) ist das klassische Versmaß der epischen Dichtung. In dieser Verwendung wird er deshalb auch oft als epischer Hexameter bezeichnet, um ihn von seiner anderen klassischen Verwendung als erster Teil des elegischen Distichons zu unterscheiden.

## Beschreibung
Der Hexameter besteht aus sechs Daktylen, deren letzter um eine Silbe verkürzt ist; der Vers wird durch eine Zäsur, die an verschiedenen Stellen der Versmitte eintreten kann, gegliedert. In den quantitierenden Dichtungen der Antike konnten die beiden kurzen Silben der ersten vier Daktylen durch eine lange Silbe ersetzt werden; ein antiker Hexameter bestand damit aus Daktylen und Spondeen, der letzte Fuß konnte ein Trochäus oder ein Spondeus sein. In den akzentuierenden Dichtungen, vor allem in der deutschen Dichtung, können die ersten vier Daktylen durch einen Trochäus ersetzt werden, der sich oft durch eine schwere Silbe dem Spondeus annähert; wirkliche Spondeen sind im Deutschen schwer zu bilden, wurden aber im Rahmen des Hexameters immer wieder versucht.
Die metrische Darstellung des antiken Hexameters(da6):
—◡◡ˌ—◡◡ˌ—◡◡ˌ—◡◡ˌ—◡◡ˌ—◠
Die metrische Darstellung des deutschen Hexameters:
—◡(◡)ˌ—◡(◡)ˌ—◡(◡)ˌ—◡(◡)ˌ—◡◡ˌ—◡
Die metrische Form des Hexameters kommt seiner Hauptaufgabe, dem Erzählen, sehr entgegen. Jakob Minor stellt dazu fest: „Der Hexameter verbindet mit der reichsten Mannigfaltigkeit und Abwechslung einen gleichmäßig ruhigen und würdevollen Gang, der ihn besonders für die epische Erzählung geeignet macht. Die Mannigfaltigkeit beruht auf der Verschiedenheit der Versfüße, Wortfüße und Zäsuren; die Gleichmäßigkeit auf der gleichen Anzahl Takte in dem rhythmisch genau abgegrenzten Versganzen.“ Ulrich Hötzer zielt eher auf die Wirkung des Verses: „Mit stets gleichbleibender Gebärde stellt dieser Vers, unendlich gereiht, Welt vor den Leser oder Hörer hin, und der gleichartige, aber nie identische Rhythmus spricht stets dieselbe Bewusstseinsebene an: aus dem Abstand betrachtende Teilnahme.“ Oder noch knapper: „Der Hexameter stellt dem Hörer Welt gegenüber als reine, ungemischte und ungebrochene Gegenwart.“
Die frühesten Zeugnisse epischer Dichtung in Hexametern sind die Ilias und die Odyssee des Homer sowie Hesiods Theogonie und Werke und Tage (8. Jahrhundert v. Chr.). Ein nicht-griechischer Ursprung des Versmaßes wird diskutiert, ist aber nicht beweisbar. Seit Ennius ist der Hexameter als Epenvers auch in der lateinischen Literatur etabliert. Er ist nicht nur das Versmaß von Vergils Aeneis und Ovids Metamorphosen, sondern auch des Lehrgedichts De rerum natura von Lukrez, der Sermones von Horaz und von Vergils Bucolica und Georgica. Mit Friedrich Gottlieb Klopstocks in Hexametern verfasstem Messias wurde der Hexameter ab der Mitte des 18. Jahrhunderts auch in der deutschen Dichtung zu einem viel verwendeten Vers.

## Antike Dichtung
Ein griechisch-lateinischer Hexameter besteht aus sechs Daktylen (—◡◡), von denen der letzte Versfuß unvollständig (katalektisch), nämlich immer zweisilbig ist; die Quantität der Schlusssilbe spielt dabei keine Rolle (elementum anceps). Jeder dieser Daktylen kann sowohl durch eine lange gefolgt von zwei kurzen Silben (—◡◡) realisiert werden, als auch durch zwei lange Silben, also als Spondeus (——).

Im fünften Versfuß ist der Spondeus allerdings selten, ein Hexameter mit einem Spondeus im fünften Fuß wird deshalb speziell als versus spondiacus (lateinisch) oder Spondeiazon (griechisch) bezeichnet. Durch den Wechsel von Daktylen und Spondeen ist der Hexameter ein sehr variables Versmaß, so dass er auch bei stichischer (nicht mit anderen Versmaßen kombinierter) Verwendung nicht eintönig wirkt. Rein spondeische Hexameter („Holospondeen“) kommen so gut wie überhaupt nicht vor, aber auch rein daktylische Hexameter („Holodaktylen“) sind selten. In metrischer Notation hat der Hexameter folgendes Schema:
Der Hexameter ist durch verschiedene mögliche Zäsuren und Dihäresen gegliedert, feste Einschnitte im Vers, die bisweilen auch einen Sinneinschnitt markieren. Die früheste Zäsur liegt nach dem dritten Halbfuß (Trithemimeres, A4), weitere Zäsuren können nach dem fünften (Penthemimeres, B1) und nach dem siebten Halbfuß (Hephthemimeres, C1) vorliegen. Neben diesen „männlichen“ Zäsuren (Einschnitten in der Mitte eines Versfußes) kennt der Hexameter noch die „weibliche“ Zäsur, die bei einem Wortende nach dem dritten (imaginären) Trochäus (gr. κατὰ τρίτον τροχαῖον, katá tríton trochaíon, B2) vorliegt, d. h., ein Elementum breve später als bei der Penthemimeres, also nach drei Viertel des dritten Versfußes. Zwischen dem vierten und fünften Versfuß liegt ein weiterer möglicher Einschnitt, die bukolische Dihärese (C2).
Im Allgemeinen vermieden wird die Zäsur nach dem vierten Trochäus (gr. κατὰ τέταρτον τροχαῖον, katá tétarton trochaíon), also zwischen den beiden Kürzen des vierten Daktylus:
—◡◡—◡◡—◡◡—◡⏜◡—◡◡—×
Man nennt den so entstehenden Teil nach der Zäsur auch Amphibrachienschaukel.
Diese Brücke wird nach dem Philologen Gottfried Hermann als Hermannsche Brücke bezeichnet. Weitere Brücken, an denen ein Wortende selten bzw. unerwünscht ist, sind die bukolische Brücke nach der zweiten Länge bei Spondeus im vierten Metrum:
—◡◡—◡◡—◡◡——⏜—◡◡—×
sowie die Mitteldihärese nach dem Ende des dritten Metrums:
—◡◡—◡◡—◡◡⏜—◡◡—◡◡—×
Wie die anderen antiken Versmaße ist auch der epische Hexameter von den Späteren weiter entwickelt und verfeinert worden. Den Unterschied etwa zwischen den Hexametern bei Homer und denen in den Argonautika des Apollonios Rhodios hat Wilhelm Meyer herausgearbeitet und in den nach ihm benannten Hexametergesetzen dargestellt, nach denen eine große Anzahl homerischer Verse fehlerhaft wäre, wollte man die Regeln der dichtenden Philologen des Hellenismus auf die homerische Frühzeit anwenden.

## Deutsche Dichtung
Der griechisch-römische Hexameter ist quantitierend, d. h., die Abfolge von langen und kurzen Silben konstituiert den Vers. Wegen des in germanischen Sprachen feststehenden Wortakzents auf der Stammsilbe und einer geringeren Bedeutung der Länge von Vokalen (s. Akzentsprache), wird die Versform in der deutschen Sprache durch die Abfolge von betonten und unbetonten Silben realisiert. In den klassischen Sprachen kam das iktierende – betonende – Lesen erst in der Spätantike auf. Ein Beispiel für die Betonung ist die erste Zeile der Odyssee:
Ándra moi énnepe, Moúsa, polýtropon, hós mala pólla
Frühere Versuche zur epischen Form im 16. und 17. Jahrhundert durch Martin Opitz, Andreas Gryphius und andere benutzten noch keine Hexameter, sondern das romanische Versmaß des altfranzösischen Alexanderromans, den (heroischen) Alexandriner. An der antiken Form des hexametrischen Epos orientierte sich erstmals Friedrich Gottlieb Klopstock mit seinem erfolgreichen Epos Messias (1748–1773), das als ein neben den großen epischen Gedichten der Antike wie Ilias und Odyssee gleichrangiges Werk angelegt war und dementsprechend ebenfalls den epischen Hexameter als Versmaß verwendete.
Als Beispiel für den Klopstockschen Hexameter hier der stark an die heidnischen Vorbilder angelehnte erste Vers des Werkes:
Sing, unsterbliche Seele, der sündigen Menschen Erlösung
— —ˌ— ◡◡ˌ— ◡◡ˌ— ◡◡ˌ— ◡◡ˌ—◡
Mit der zu seiner Zeit ungeheuren Popularität des Werks wurde zugleich das daktylische Versmaß populär und der heroische Hexameter für lange Zeit das dominierende epische Versmaß. Klopstock war zwar nicht der erste Verfasser von Hexametern im Deutschen, vor ihm hatten schon Johann Christoph Gottsched und Carl Gustav Heraeus solche geschrieben, und laut Lessing soll sich das früheste Beispiel deutscher Hexameter in Johann Fischarts Rabelais-Übersetzung finden – mit dem Anspruch und Umfang des Klopstockschen Unternehmens (das Werk umfasst 19.458 Verse in 20 Gesängen) sind diese verstreuten Versuche jedoch nicht zu vergleichen.
Auf der Grundlage des Klopstockschen Hexameters entwickelten die Klopstock nachfolgenden Dichter und Metriker den deutschen Vers weiter, oft in erbittertem Streit. Ein Hauptpunkt der Auseinandersetzung war die Frage, inwieweit die Nachbildung des antiken Spondeus im Deutschen möglich ist. Klopstock gestattete das Ersetzen des Daktylus sowohl durch den Spondeus als auch durch den Trochäus; zum Beispiel ist im oben vorgestellten Messias-Vers der erste Fuß, „Sing, un-“, ein Trochäus.

(Solche Verse werden als gemischt-daktylisch bezeichnet. Verse, die nur aus Daktylen bestehen, heißen holodaktylisch.) Gleichzeitig wandte er sich sehr deutlich gegen Bemühungen bzw. Anforderungen, das antike griechische Versmaß originalgetreu nachzubilden: „Ein völlig griechischer Hexameter im Deutschen ist ein Unding. Kein deutscher Dichter hat je solche Hexameter gemacht, oder machen wollen.“
Demgegenüber vertrat Johann Heinrich Voß, der Übersetzer Homers und der ebenfalls in Hexametern verfassten Georgica des Vergil, die Position, dass die dem quantitierenden antiken Hexameter zugrunde liegende regelmäßige Verteilung von langen und kurzen Silben im deutschen, eigentlich akzentuierenden Hexameter möglichst genau nachzubilden sei; das Versmaß in Klopstocks Messias sei daher kein Hexameter, sondern „ein freier, dem Hexameter ähnlicher Vers“. Noch radikaler als Voß beharrte August Wilhelm Schlegel darauf, dass das von ihm geradezu vergötterte Versmaß keineswegs dem Deutschen so angepasst werden dürfe, dass seine quantitierenden Grundlagen verloren gehen. In seinem Gedicht Der Hexameter schreibt er:
So kann ernst bald ruhn, bald flüchtiger wieder enteilen,

Bald, o wie kühn in dem Schwung! der Hexameter, immer sich selbst gleich,

Ob er zum Kampf des heroischen Lieds unermüdlich sich gürtet,

Oder, der Weisheit voll, Lehrsprüche den Hörenden einprägt,

Oder geselliger Hirten Idyllien lieblich umflüstert.

Heil dir, Pfleger Homers! ehrwürdiger Mund der Orakel!
Man beachte hier die Nachbildung von Spondeen etwa in „So kann ernst bald ruhn, bald flüchtiger wieder enteilen“. An diesem Beispiel zeigt sich deutlich die Schwierigkeit der angemessenen Nachbildung von Spondeen im Deutschen.
In Bezug auf die Frage, welcher Vers in der deutschen Dichtung zur epischen Darstellung allgemein und im Besonderen zur Übersetzung Homers geeignet sei, verteidigte Klopstock seine Form des Hexameters gegen Gottfried August Bürger, der postuliert hatte, dass der Jambus „das einzige, wahre, echte, natürliche, heroische Metrum unserer Sprache“ sei. Er beharrte darauf, dass die von ihm verwendete Form des Hexameters durch ihre Flexibilität das für epische Dichtung im Deutschen angemessenste Versmaß sei.
Zu den namhaften Nachfolgern Klopstocks gehört vor allem Goethe, der, angeregt durch den Erfolg von Voß’ Luise, einer idyllischen Dichtung in Hexametern, zwei Versepen ebenfalls in Hexametern verfasste, nämlich Hermann und Dorothea und Reineke Fuchs und dazu die Fragment gebliebene Achilleis. Als Beispiel des Goetheschen Hexameters die ersten Verse von Reineke Fuchs:
Pfingsten, das liebliche Fest, war gekommen; es grünten und blühten

Feld und Wald; auf Hügeln und Höhn, in Büschen und Hecken

Übten ein fröhliches Lied die neuermunterten Vögel;
Auch hier eine relativ häufige Ersetzung des Daktylus durch den Trochäus, z. B. am Anfang des zweiten Verses, was dem Gedicht eine gewisse unheroische Beschwingtheit gibt.
Mit den epischen Dichtungen Goethes und Schillers philosophischer Lyrik hat sich im Wesentlichen das Hexameter-Verständnis Klopstocks durchgesetzt. Im 19. Jahrhundert schrieben z. B. Friedrich Hebbel sein Versepos Mutter und Kind (1859) und Jonas Breitenstein seine Mundartidyllen Der Her Ehrli (1863) und S Vreneli us der Bluemmatt (1864) in Hexametern. Auch moderne Übersetzungen der großen antiken Epen bilden in der Regel das antike Versmaß nach. Gelegentlich nähern sich auch Prosadichtungen im Rhythmus dem Hexameter an (zum Beispiel in Hölderlins Hyperion oder bei Thomas Mann). Vermutlich unabsichtlich hexametrisch abgefasst wurde um 1896 der § 923 Abs. 1 des Bürgerlichen Gesetzbuchs.

## Englische Dichtung
In der englischsprachigen Literatur spielt der Hexameter eine geringe Rolle. George Chapmans Homerübersetzungen waren in Alexandrinern (Iliad, 1611) abgefasst und in endbetonten jambischen Fünfhebern mit Paarreim, die auf Englisch heroic couplet (wörtlich: heroisches Reimpaar) genannt werden (Odyssey, 1614). John Miltons Epen Paradise Lost und Paradise Regained sind in Blankversen geschrieben. Als beherrschende Form setzte sich im 17. und 18. Jahrhundert mit John Dryden und Alexander Pope für das Versepos das heroic couplet durch, das auch für die Übersetzung antiker Epen benutzt wurde. Erst im 19. Jahrhundert wurde, inspiriert durch das deutsche Vorbild, mit dem Hexameter experimentiert (Coleridge, Tennyson, Swinburne und andere). Henry Wadsworth Longfellow veröffentlichte 1847 in reinen Hexametern und nach dem Vorbild von Hermann und Dorothea die Verserzählung Evangeline, sein zu seinen Lebzeiten berühmtestes Werk. Aber die englische Sprache ist wegen ihrer Tendenz zum alternierenden Rhythmus und der Seltenheit von daktylischen Wortfüßen in ihrem Grundwortschatz weniger geeignet für den Hexameter als die deutsche. Die ersten vier Verse der Evangeline:
This is the forest primeval. The murmuring pines and the hemlocks,

Bearded with moss, and in garments green, indistinct in the twilight,

Stand like Druids of eld, with voices sad and prophetic,

Stand like harpers hoar, with beards that rest on their bosoms.
Übersetzt von Frank Siller:
Hier ist herrlicher Urwald. Die rauschenden Fichten und Tannen,

Moosumhangen, in grünen Gewändern, im unsichern Zwielicht,

Steh’n wie Druiden da, mit Stimmen, tief und prophetisch,

Stehen wie Harfner, grau, mit brust überhängenden Bärten,

## Schwedische Dichtung
In der schwedischen Literatur erlangt der Hexameter durch Georg Stiernhielms Hercules (1658) schon früh Bedeutung. In Stiernhielms Nachfolge verfassten verschiedene schwedische Dichter Werke in Hexametern, unter ihnen Esaias Tegnér, dessen Frithiofs saga (1825) schon 1826 von Amalie von Imhoff vorbildlich übersetzt wurde, dabei der dritte Gesang aus schwedischen in deutsche Hexameter. (Zur zugrunde liegenden Sage und anderen deutschen Übersetzungen von Tegnérs Text siehe Frithjofssage.) EsaiasTegnér, Frithiofs saga, III, 35–39:
Tyst satt lyssnande lag, och dess blickar hängde vid gubbens

läppar, som bi’t vid sin ros; men skalden tänkte på Brage,

när med sitt silfverskägg och med runor på tungan han sitter

under den lumimiga bok och förtäljer en saga vid Mimers

evigt sorlande våg, han själv en levande saga.
Übersetzt von Amalie von Imhoff:
Still dann lauschten die Gäst’, und es hing ihr Aug’ an des Greisen

Lippen, wie an der Rose die Bien’, und der Skalde gedachte

Bragas dann, des Gottes, der dort mit silbernem Bart sitzt,

Unter schattender Buch’ und Sagen erzählet bei Mimers

Ewig murmelndem Born; er selbst die lebende Sage.

## Russische Dichtung
In die russische Literatur wurde der Hexameter von Wassili Kirillowitsch Trediakowski eingeführt, der den Vers in seinem heroischen Epos Tilemachida (1766) verwendete, damit allerdings wenig Beachtung fand. Die Ilias-Übersetzung (1829) von Nikolaj Ivanowitsch Gneditsch galt allgemein als gelungen; Wassili Andrejewitsch Schukowski übersetzte die Prosa-Erzählung Undine von Friedrich de la Motte Fouqué in Hexameter.

## Litauische Dichtung
Zu Metai, einer frühen Hexameter-Dichtung in litauischer Sprache, gibt der Artikel über Kristijonas Donelaitis Auskunft.

## Andere Dichtungen
In der französischen und spanischen Dichtung wird der Hexameter nicht verwendet, weil die Wörter im Französischen und im Spanischen endbetont sind und sich so Daktylen nur schwer bilden lassen.
Eine gereimte Sonderform in der mittellateinischen (und selten auch in der deutschen) Dichtung ist der leoninische Hexameter.
Zur Geschichte und Bedeutung daktylischer Verse in mittelalterlicher und neuzeitlicher Dichtung siehe auch unter Daktylus.
Albert Meyer, Bern (1893–1962) übersetzte Verse aus Homers Odyssee in Berner Mundart mit einem natürlichen Hexameter.